# Gabriela Wietrowetz
Gabriela Wietrowetz (Laibach, avui Ljubljana capital d'Eslovènia, 13 de gener de 1866 - 6 d'abril de 1937) fou una concertista de violí austríaca. Fou una de les deixebles més notables de Joachim a Berlín, aconseguint el 1882 i 1884 el premi Mendelssohn. Després de diversos anys d'actuació artística en les principals ciutat del nord d'Europa, ja sola o formant part com a primer violí del quartet de corda que portava el seu nom, entrà a formar part del professorat de l'Escola Superior de Música de Berlín, on continuà les tradicions de l'escola del seu mestre Joachim.